# Binodoxys
Binodoxys är ett släkte av steklar. Binodoxys ingår i familjen bracksteklar.

## Dottertaxa tillBinodoxys, i alfabetisk ordning[1]
- Binodoxys acalephae
- Binodoxys achalensis
- Binodoxys acyrthosiphonis
- Binodoxys angelicae
- Binodoxys angolensis
- Binodoxys basicurvus
- Binodoxys basituber
- Binodoxys benoiti
- Binodoxys brevicornis
- Binodoxys brunnescens
- Binodoxys carinatus
- Binodoxys carolinensis
- Binodoxys centaureae
- Binodoxys ceratovacunae
- Binodoxys chilensis
- Binodoxys clydesmithi
- Binodoxys communis
- Binodoxys conei
- Binodoxys coruscanigrans
- Binodoxys crudelis
- Binodoxys cupressicola
- Binodoxys equatus
- Binodoxys eutrichosiphi
- Binodoxys genistae
- Binodoxys gossypiaphis
- Binodoxys grafi
- Binodoxys greenideae
- Binodoxys harinhalai
- Binodoxys heraclei
- Binodoxys hirsutus
- Binodoxys hirticaudatus
- Binodoxys hyperomyzi
- Binodoxys impatientini
- Binodoxys indicus
- Binodoxys jaii
- Binodoxys joshimathensis
- Binodoxys kashmirensis
- Binodoxys kelloggensis
- Binodoxys kumaonensis
- Binodoxys letifer
- Binodoxys longispinus
- Binodoxys mackaueri
- Binodoxys madagascariensis
- Binodoxys manipurensis
- Binodoxys micromyzellae
- Binodoxys mongolicus
- Binodoxys nearctaphidis
- Binodoxys nungbaensis
- Binodoxys odinae
- Binodoxys oregmae
- Binodoxys palmerae
- Binodoxys pterastheniae
- Binodoxys rhagii
- Binodoxys rubicola
- Binodoxys shillongensis
- Binodoxys silvaticus
- Binodoxys silvicola
- Binodoxys similis
- Binodoxys sinensis
- Binodoxys solitarius
- Binodoxys spiraea
- Binodoxys staryi
- Binodoxys struma
- Binodoxys takecallis
- Binodoxys tamaliae
- Binodoxys tobiasi
- Binodoxys tomentosae
- Binodoxys toxopterae
- Binodoxys trichosiphae
- Binodoxys tucumanus